# داروها اثر ندارند
«داروها اثر ندارند» (به انگلیسی: The Drugs Don't Work) تک‌آهنگی از گروه موسیقی آلترنتیو راک د ورو است که در سال ۱۹۹۷ میلادی منتشر شد.